# Бермонвіль
Бермонві́ль (фр. Bermonville) — колишній муніципалітет у Франції, у регіоні Нормандія, департамент Приморська Сена. Населення — 500 осіб (2011).
Муніципалітет був розташований на відстані близько 155 км на північний захід від Парижа, 45 км на північний захід від Руана.

## Історія
До 2015 року муніципалітет перебував у складі регіону Верхня Нормандія. Від 1 січня 2016 року належав до нового об'єднаного регіону Нормандія.
1 січня 2017 року Бермонвіль, Озувіль-Обербоск, Беннето, Фовіль-ан-Ко, Рикарвіль, Сен-П'єрр-Лаві i Сент-Маргерит-сюр-Фовіль було об'єднано в новий муніципалітет Терр-де-Ко.

## Демографія
Динаміка населення (INSEE ):
Розподіл населення за віком та статтю (2006):
| Стать | Всього | До 15 років | 15-24 | 25-44 | 45-64 | 65-85 | Понад 85 |
| --- | ------ | ----------- | ----- | ----- | ----- | ----- | -------- |
| Чоловіки | 216    | 68          | 15    | 79    | 35    | 19    | 0        |
| Жінки | 222    | 53          | 34    | 84    | 31    | 20    | 0        |
| \| Статево-вікова піраміда \| Статево-вікова піраміда \| Статево-вікова піраміда \| \| ----------------------- \| ----------------------- \| ----------------------- \| \| Чоловіки \| Вік \| Жінки \| \| 0 \| 85 + \| 0 \| \| 0 \| 80-84 \| 4 \| \| 4 \| 75-79 \| 8 \| \| 4 \| 70-74 \| 4 \| \| 11 \| 65-69 \| 4 \| \| 0 \| 60-64 \| 8 \| \| 8 \| 55-59 \| 0 \| \| 8 \| 50-54 \| 8 \| \| 19 \| 45-49 \| 15 \| \| 19 \| 40-44 \| 23 \| \| 34 \| 35-39 \| 23 \| \| 15 \| 30-34 \| 19 \| \| 11 \| 25-29 \| 19 \| \| 4 \| 20-24 \| 19 \| \| 11 \| 15-20 \| 15 \| \| 15 \| 10-14 \| 19 \| \| 30 \| 5-9 \| 23 \| \| 23 \| 0-4 \| 11 \| |        |             |       |       |       |       |          |
| Статево-вікова піраміда |        |             |       |       |       |       |          |
| Чоловіки | Вік    | Жінки       |       |       |       |       |          |
| 0 | 85 +   | 0           |       |       |       |       |          |
| 0 | 80-84  | 4           |       |       |       |       |          |
| 4 | 75-79  | 8           |       |       |       |       |          |
| 4 | 70-74  | 4           |       |       |       |       |          |
| 11 | 65-69  | 4           |       |       |       |       |          |
| 0 | 60-64  | 8           |       |       |       |       |          |
| 8 | 55-59  | 0           |       |       |       |       |          |
| 8 | 50-54  | 8           |       |       |       |       |          |
| 19 | 45-49  | 15          |       |       |       |       |          |
| 19 | 40-44  | 23          |       |       |       |       |          |
| 34 | 35-39  | 23          |       |       |       |       |          |
| 15 | 30-34  | 19          |       |       |       |       |          |
| 11 | 25-29  | 19          |       |       |       |       |          |
| 4 | 20-24  | 19          |       |       |       |       |          |
| 11 | 15-20  | 15          |       |       |       |       |          |
| 15 | 10-14  | 19          |       |       |       |       |          |
| 30 | 5-9    | 23          |       |       |       |       |          |
| 23 | 0-4    | 11          |       |       |       |       |          |

## Економіка
2010 року серед 316 осіб працездатного віку (15—64 років) 254 були активними, 62 — неактивними (показник активності 80,4%, у 1999 році було 75,0%). З 254 активних мешканців працювало 246 осіб (133 чоловіки та 113 жінок), безробітними було 8 (2 чоловіки та 6 жінок). Серед 62 неактивних 28 осіб було учнями чи студентами, 16 — пенсіонерами, 18 були неактивними з інших причин.

У 2010 році в муніципалітеті числилось 165 оподаткованих домогосподарств, у яких проживали 494,0 особи, медіана доходів виносила 18 585 євро на одного особоспоживача